# Antiquitates rerum humanarum et divinarum
Le Antiquitates rerum humanarum et divinarum sono una delle opere principali di Marco Terenzio Varrone (I secolo a.C.). L'opera è oggi perduta, ma il suo contenuto può essere in parte ricostruito grazie alle molte citazioni che si trovano nel De Civitate Dei di Sant'Agostino. Citazioni dell'opera sono state trasmesse in misura minore anche da altri autori, tra i quali Plinio, Aulo Gellio, Censorino, Servio, Nonio, Macrobio e Prisciano.
Le Antiquitates erano divise in 41 libri, dei cui i primi 25 riguardavano le Res humanae ("questioni umane") e i rimanenti 16 le Res divinae ("questioni divine"). L'opera era soprattutto un resoconto della storia culturale e istituzionale di Roma e della religione romana. Fu scritta negli anni '50 o '40 del I secolo a.C.
Dei primi 25 libri, sulle Antichità umane (cioè romane), sappiamo poco: il libro introduttivo era seguito da quattro sezioni probabilmente di sei libri ciascuna, sulle persone (de hominibus: gli abitanti dell'Italia), sui luoghi (de locis), sui tempi (de temporibus) e sulle cose (de rebus).
Nelle Res divinae, Varrone introdusse la divisione della teologia in tre parti: teologia mitica, teologia naturale e teologia civile. La teologia mitica è la teologia dei poeti, colma di elementi fantasiosi e leggendari, quella naturale o fisica è lo studio di Dio condotto dai filosofi, la teologia civile «stabilisce quali dei bisogna adorare pubblicamente e quali sacrifici si debbano loro offrire»  Il concetto di "teologia naturale" in particolare è diventato influente attraverso la mediazione di Agostino. I sedici libri, dedicati a Cesare come pontifex maximus, dopo un libro di introduzione generale, si articolavano in cinque triadi: i libri 2-4 erano dedicati ai sacerdozi (de hominibus), i libri 5-7 ai luoghi di culto (de locis), i libri 8-10 al calendario delle feste religiose (de temporibus), i libri 11-13 ai riti (de sacris) e i libri 14 -16 agli dei (de dis). Quest'ultima triade si occupava in particolare dell'etimologia dei nomi delle divinità.
Il lavoro abbraccia un punto di vista stoico. Varrone confuta la teologia poetica o "teologia mitica" come mera superstizione popolare, lamentando che la venerazione pura del divino era stata rovinata dall'influenza dei poeti, ma considera prezioso il dibattito filosofico sulla natura degli dei. Varrone presenta il re romano Numa Pompilio come il modello della pietas degli antichi. Numa era associato al Pitagorismo, anche se Varrone sosteneva che Numa non poteva essere un Pitagorico essendo vissuto prima di Pitagora stesso.